# Cal Cardeta
Cal Cardeta és una casa enderrocada de Caldes de Montbui (Vallès Oriental) que estava protegida com a bé cultural d'interès local.

## Descripció
És un edifici entre mitgeres, de planta baixa i tres pisos. Estructura tradicional de gruixudes parets de càrrega, de materials diversos (tàpia, maçoneria i maons) degut a la gran quantitat de modificacions al llarg de la història. Els forjats són unidireccionals de bigues i biguetes de fusta. La coberta és inclinada, de dues vessants, formada per teules aràbigues. No hi ha ordre en la disposició i en el tipus d'obertures degut a una constant modificació de l'edifici al llarg de la història. Hi ha uns possibles eixos verticals d'alineació dels forats, però aquests es desplacen d'una manera una mica erràtica. Les obertures presenten unes proporcions força verticals. Hi ha també una disminució genèrica de les mides i del tractament en les obertures amb l'alçada.
L'acabat de la façana és arrebossat. L'edifici queda rematat per un petit ràfec en forma de cornisa i un caneló ceràmic.
Cal destacar de la façana les dues portes de pedra de grans dovelles que hi ha en la planta baixa, d'arc de mig punt la de l'esquerre i d'arc rebaixat la de la dreta, les dues balconades amb brancals i llindes també de pedra de la planta pis, les llosanes dels balcons, i les reixes de ferro forjat força treballat. Cal també fer esment de les dues arcades de pedra que hi ha a l'interior (un arc de mig punt i un arc rebaixat), així com la finestra gòtica de la façana del darrere.

## Història
La casa s'anomenava Cal Cardeta. Antigament era un forn de pa, segons esmenten els propietaris. L'edifici en qüestió se situa al bell mig del nucli antic de la vila, en el carrer de Barcelona, un dels més tradicionals, i amb més importància històrica, de la vila de Caldes. El carrer ha portat, almenys en part, els noms de carrer dels Jueus, carrer Major, carrer de l'Església, i potser també carrer del Mercat. La denominació actual del carrer està documentada a mitjans del segle xv, per ser pas obligatori cap a la Ciutat Comtal. La seva forma és deguda al call jueu, molt important a la vila, ja en el segle xiii. La imatge d'aquest carrer ha estat molt malmesa al llarg dels temps, trobant-se una arquitectura molt heterogènia, per una banda de cases molt velles i molt deteriorades, i per l'altra de cases bastant noves que trenquen totalment la seva imatge tradicional.